# Dimetrodon
Dimetrodonul este un pelicozaur și este considerat strămoșul terapsidelor, grupa de reptile din care vor evolua mamiferele. A trăit în permian și era exclusiv carnivor, fiind considerat primul carnivor adevărat, reușind să doboare prăzi mai mari decât el. Vela de pe spate ajuta, cel mai probabil, la reglarea temperaturii.